# Williamsonia fletcheri
Williamsonia fletcheri là loài chuồn chuồn trong họ Corduliidae. Loài này được Williamson mô tả khoa học đầu tiên năm 1923.